# 松平忠冬
松平 忠冬（まつだいら ただふゆ、寛永元年（1624年） - 元禄15年5月1日（1702年5月27日））は、江戸時代前期の幕臣。深溝松平家の松平忠隆の次男。子に忠成、忠頼、娘（天野昌孚室）がいる。
延宝3年（1680年）から南町奉行、勘定奉行、側衆などを歴任した。寛文5年（1665年）に「家忠日記増補追加」を、貞享元年（1684年）に2代将軍徳川秀忠の事跡「東武実録」を編纂した。
墓所は赤坂の種徳寺。戒名は直心院殿従五位下前布護傳菴宗単大居士。墓石の右面には「元禄十五壬午年五月朔日 松平隼人正源忠冬之墓」と刻み、左面には「文化三丙寅年三月朔日　松平長門守忠寧再建之謹書」と刻む。また、忠冬以降の墓碑は明治10年12月に、11世松平長八郎により合葬し、「先祖以降家属合塔」とした。また、これらの墓石の前には家臣と思われる、戸方氏と高松氏の墓石も見ることができる。なお、最後の当主長八郎は明治時代には弁官附を務めていたようである。